# Colobostema cyclum
Colobostema cyclum är en tvåvingeart som beskrevs av Cook 1971. Colobostema cyclum ingår i släktet Colobostema och familjen dyngmyggor. Inga underarter finns listade i Catalogue of Life.